# Val Grande (Vezza d'Oglio)
La Val Grande di Vezza d'Oglio è una valle alpina, tributaria laterale settentrionale della Val Camonica.
È percorsa dal torrente Grande che sfocia nell'Oglio all'altezza di Vezza d'Oglio.
Il suo imbocco è a circa 1100 metri di quota, in corrispondenza del paese di Vezza d'Oglio, mentre la sua testata è data dalla Punta di Pietra Rossa a 3212 m s.l.m.
È una valle molto estesa, pianeggiante, raggiungibile anche in automobile previa autorizzazione comunale.
Quasi tutta la Val Grande rientra nel Parco Nazionale dello Stelvio. In settembre e in ottobre è facile osservare i cervi durante la stagione degli amori.